# SV Friedrichsort
SV Friedrichsort is een omniumsportvereniging uit het stadsdeel Friedrichsort van de stad Kiel in de Duitse deelstaat Sleeswijk-Holstein. De huidige vereniging ontstond in 1945 uit een fusie van de sportverenigingen Turn- und Sportverein Friedrichsort von 1890, Freie Turnerschaft Friedrichsort und Umgebung en de Sport-Club Friedrichsort van 1905 Naast voetbal heeft de vereniging afdelingen voor onder meer atletiek, handbal en tafeltennis.

## Voetbal
De voetbalafdelingen van de oorspronelijke verenigingen speelden veelal in de lagere regionen. Na de fusie bereikte de club in het seizoen 1952-53 de Landesliga Schleswig-Holstein, op dat moment het tweede niveau van de Duitse voetbalpiramide. In 1960 bereikte de vereniging de promotiewedstrijden voor de toenmalige Oberliga Nord maar wist geen promotie af te dwingen. Bij de invoering van de Bundesliga in het seizoen 1963-64 stroomde SV Friedrichsort door naar de nieuwe Regionalliga Nord waar het zich drie seizoenen wist te handhaven. Aan het einde van het seizoen 1965-66 degradeerde de club naar de amateurs.
In de jaren daarna zakte de vereniging steeds wat verder af. Sinds het seizoen 2015-16 speelt SV Friedrichsort in de Kreisliga Kiel. 